# 田知本愛
田知本 愛（たちもと めぐみ、1989年1月27日 - ）は、富山県射水市出身の日本の元女子柔道家。身長168cm、体重110kg。血液型はB型。組み手は左組み。段位は五段。得意技は大外刈、払腰。綜合警備保障所属。妹は2016年リオデジャネイロオリンピック柔道女子70kg級で金メダルを獲得した田知本遥。

## 経歴

### 中学まで
柔道は保育園の頃に始めるが一旦辞めて、小杉小学校3年の時に妹の遥とともに小杉柔道クラブで再び始めた。道場での練習以外に家でも全国中学校柔道大会の団体戦で小杉中学が初優勝した時の主将だった父から家族ぐるみで柔道を教わっていた。なお、田知本の父親はリオデジャネイロオリンピックの女子レスリング48kg級で金メダルを獲得した登坂絵莉の父親と高岡第一高校時代の同級生で、中学時代には柔道で対戦した経験もあった。小学生の時は体が大きい割りに弱くて練習もきつく感じていたことから、辞めたいとばかり考えていた。だが、小杉中学入学の際に小遣いを上げてもらう約束で結局柔道を続けることになった。当時の小杉中学には女子柔道部が存在しなかったために、小杉南中学で稽古を積んでいたが、1年の8月には全国中学校柔道大会に出場したことで小杉中学にも女子柔道部が設置されて、朽木淳司の指導を受けることになった。3年の時には8月の全国中学校柔道大会70kg超級で春光台中学3年の川島巴瑠菜に敗れるも2位となった。

### 高校時代
小杉高校に進むと、3年の時には4月に全日本選手権に出場すると、準々決勝で綜合警備保障の塚田真希に大外刈で敗れるも5位になった。7月の金鷲旗と8月のインターハイ団体戦では妹の遥とともに活躍して優勝を勝ち取ると、個人戦の78kg超級でも優勝して2冠を達成した。10月の国体少年女子の部では準々決勝で北海道と対戦すると、インターハイ70kg級チャンピオンである旭川南高校2年の上野巴恵に合技で敗れて5位だった。全日本ジュニアでは3位だったが、続く世界ジュニアでは初戦でルーマニアの選手に技ありで敗れた。シニアの国際大会初出場となったベルギー国際では妹の遥と姉妹優勝を飾った。

### 大学時代
2007年には東海大学に進学すると、1年の時には6月の優勝大会で優勝すると、9月の全日本ジュニアでは決勝で日本大学2年の白石のどかを大外刈で破って優勝を飾った。10月の学生体重別ではこの年から前人未到の4連覇を達成することになった。11月の講道館杯では3位だった。
2年の時には4月の全日本選手権準決勝で大学の先輩である塚田に上四方固で敗れるも3位になった。6月の優勝大会ではこの年から3年連続で2位にとどまった。7月のアジアジュニアでは優勝した。9月の全日本ジュニアでは決勝で旭川大高3年の山部佳苗に内股すかしで敗れた。10月の世界ジュニアでは70kg級で優勝した妹の遥とのアベック優勝を果たした。11月の講道館杯では3位だった。12月の世界選手権無差別では準決勝で中国の佟文に崩上四方固で敗れるも3位になった。2009年2月のグランドスラム・パリでも3位だった。
3年の時には11月の講道館杯、12月のグランドスラム・東京、2010年1月のワールドマスターズと3位が続いたが、2010年2月のワールドカップ・ブダペストとグランプリ・デュッセルドルフで優勝を飾った。
4年の時には7月のグランドスラム・モスクワ決勝で塚田に技ありで敗れた。9月に東京で開催された世界選手権では無差別に出場して準々決勝でフランスの78kg級の選手であるセリーヌ・ルブランに大外巻込で敗れるが、その後の3位決定戦で韓国の金ナ永に技ありで勝って3位になった。10月のアジア大会では初戦で地元中国の劉歓縁に払腰で敗れるも敗者復活戦を勝ち上がって3位になった。12月のグランドスラム・東京では決勝でキューバのイダリス・オルティスを指導3で破って、2008年の世界ジュニアに続く国際大会での姉妹優勝を果たした。2011年1月のワールドマスターズでは決勝でコマツの杉本美香を指導2で破って優勝すると、2月のグランドスラム・パリでも決勝でスロベニアのルツィヤ・ポラウデルを指導3で破って優勝を飾った。

### 社会人時代
4月からは綜合警備保障の所属となった。アジア選手権では78kg超級決勝で中国の秦茜を判定で破って優勝すると、団体戦でも妹の遥とともに活躍して優勝を果たした。続く全日本選手権では初戦で78kg級の選手である筑波大学3年の緒方亜香里に技ありで敗れた。6月のグランドスラム・リオでは優勝した。しかし8月の世界選手権では準々決勝で佟文に上四方固で敗れると、その後の3位決定戦でも杉本に指導2で敗れて5位に終わった。10月の世界選手権無差別では準決勝で地元ロシアのテア・ドングサシビリに上四方固で敗れると、3位決定戦でも近畿大学3年の橋口ななみに小外掛の技ありで敗れて5位に終わった。11月の講道館杯決勝では山梨学院大学3年の山部佳苗に先に指導2を取られてリードされるが、払腰で逆転勝ちして、今大会初優勝を飾った。12月のグランドスラム・東京では決勝でロンドンオリンピックの代表を争うライバルの杉本に判定で敗れて2位にとどまった。しかしながら、この年の世界ランキングでは1位で終わることになった。
2012年1月のワールドマスターズでは準々決勝で地元カザフスタンのグルジャン・イサノワに有効で敗れた。2月にはグランドスラム・パリに出場して、決勝でロシアのエレナ・イワシェンコを3-0の判定で破って、70kg級で優勝した妹の遥ともども姉妹優勝を果たした。4月の全日本選手権では、準々決勝で山部に1-2の判定で敗れて、5位に終わった。5月の選抜体重別では準決勝で山部に0-3の判定で敗れて、世界ランキング1位でありながらロンドンオリンピック代表にはなれなかった。この時、放心状態と化した姉にオリンピック代表が決まった妹は声をかけることさえできなかった。10月の世界団体では決勝で中国と対戦すると、2－2で迎えた大将戦において秦茜に技ありで勝利を収めて、日本チームを優勝に導く活躍を果たした。試合後のインタビューでは、「人任せではなく、やる前から自分で取らなければならないという気持ちで闘った。気持ちで前に出ることができ、リオデジャネイロ五輪に向け、いいスタートが切れた。」と語った。12月にはグランドスラム・東京に出場すると、決勝でロンドンオリンピック金メダリストであるオルティスを片手絞で破って、今大会2年ぶり2度目の優勝を果たした。
2013年2月にはグランドスラム・パリに出場すると、決勝でオルティスに反則勝ちするなど、オール一本勝ちで今大会3連覇を飾った。女子柔道強化選手への暴力問題に関しては、「向こうに行ったら、（騒動は）そんなに気にならなかった。いつも通り試合に集中できた」と述べた。4月の全日本選手権では順当に決勝まで進むが、関東予選決勝では2－1の微妙な判定ながら破っていた了徳寺学園職員の緒方亜香里に大内刈で有効を取られて優勢負けして2位にとどまった。5月の体重別では3位にとどまったが、実績で世界選手権代表に選ばれた。8月の世界選手権では、準決勝でオルティスに指導2で敗れて3位に終わった。一方、世界団体では決勝で地元のブラジルと対戦すると、副将戦で妹の遥が敗れたために2-2のタイで迎えた大将戦において、マリア・アルテマンに指導1で勝利してチームを優勝に導いた。この際に、「団体戦は絶対に勝ちたかった。最後に金メダルを取れて良かった。決勝は妹（遥）が失点したので、自分が取り返さないといけないと思った」と語った。12月のグランドスラム・東京では準決勝で渋谷教育学園渋谷高校1年の朝比奈沙羅を指導2、決勝では山部を指導3でそれぞれ破って、今大会2年連続3度目の優勝を果たした。
2014年2月のグランプリ・デュッセルドルフではオール一本勝ちで優勝を果たした。4月の体重別では決勝で山部に指導3で敗れた。続く全日本選手権では、決勝で山部に払腰で敗れて2年連続2位にとどまったものの、国際大会での活躍が評価されて、山部とともに世界選手権代表に選出された。6月のグランプリ・ブダペストではオール一本勝ちで優勝して、最優秀女子選手に選ばれた。8月の世界選手権では準決勝でアルテマンに指導1で敗れてまたも3位に終わった。この際に、「銅メダルばかりで、その壁を破れなかった」「やってきたことを出せなかった」と語った。世界団体では3位だった。12月のグランドスラム・東京では準決勝で朝比奈に敗れて3位に終わり、3連覇はならなかった。
2015年2月のヨーロッパオープン・オーバーヴァルトでは決勝で中国の于頌を足車で破るなどしてオール一本勝ちで優勝を飾った。4月の体重別では決勝で三井住友海上の稲森奈見を指導2で破って、70kg級で優勝した妹の遥とアベック優勝を果たした。続く全日本選手権では決勝で昨年敗れた山部を3－0の判定で破り、今大会出場10回目にして初の優勝を飾って世界選手権代表に選出された。この際に、「去年、一本負けした山部さんにリベンジできた。本当にうれしい」と語った。5月のワールドマスターズでは準決勝でそれまで3戦全勝していた于頌に指導2で敗れて3位にとどまった。8月の世界選手権では準々決勝でGSに入ってからオルティスを指導1で破ると、準決勝ではロシアのクセニア・チビソワと対戦するとケガをしながらもやはりGSに入ってから有効を取って勝利した。しかし、決勝では于頌に指導2で敗れて2位に終わった。試合後のインタビューでは、「去年（3位）は銀と銅の違いを感じましたが、ことしは金と銀の違いを感じています。あと少しで優勝できたので…」と語った。12月にはグランドスラム・東京に出場予定だったが、世界選手権の時に負傷した左大腿半膜様筋損傷により欠場することとなった。
2016年2月のグランドスラム・パリでは3回戦で于頌を指導2で破るなどして決勝まで進むと、中国の馬思思を指導2で破って、今大会3年ぶり4度目の優勝を飾った。また、グランドスラム大会の新記録となる14個目のメダル獲得ともなった。4月の選抜体重別では準決勝で大学の8年後輩となる朝比奈にGSに入ってから払巻込の有効で敗れて3位にとどまった。なお、妹は今大会で優勝して一足早くオリンピック代表に選出された。続く全日本選手権では決勝で山部と対戦すると、指導2でリードされた終了50秒前に左膝を負傷したが、「相手がどうなろうと手段を選んではいられない」山部によってケガした左膝を容赦なく攻められると、崩れたところを隅落の技ありから横四方固で抑え込まれて合技による一本負けを喫した。この結果、山部がリオデジャネイロオリンピック代表に選出されて、前回のロンドンオリンピックに続いてまたも姉妹でのオリンピック出場を果たせずに終わった。試合後には、「最後まで戦えなかった悔しさがある」とのコメントを出した。選考にあたって代表監督の南條充寿及びコーチ陣は今回の直接対決で山部が一本勝ちしたのは大きかったとして満場一致で山部を代表に推薦した。一方で3名の強化委員から、他の階級は国際大会での実績が代表選出に当たって重要な決め手となったのに、この階級だけは最近の国際大会での実績(去年の世界選手権で田知本は2位、山部は3位、今年のグランドスラムパリで田知本は優勝、山部は初戦敗退)でリードする田知本を選出しないのは2重基準ではないかとの疑問も投げかけられた。それに対して、2014年以降では両者とも国際大会でそれぞれ4度優勝しており差がないと指摘する強化委員もいた。だが、男子の代表選考の場合とは異なり、国際大会における具体的な勝率や世界の強豪との対戦成績は今回考慮されておらず、「山部ありきの選考」と批判する強化委員もいた。なお、南條は田知本のケガは選考と直接関係ないとしているが、強化委員長の山下泰裕による「重量級の選手が膝をけがすれば時間がかかる。思い切り戦える選手を出すべきではないか」という提言で選考の流れが変わり、強化委員による多数決の採決にまでは至らずに代表が決定されることになったという。なお、試合後の検査で左膝の前十字靱帯及び外側側副靱帯損傷により全治2ヶ月だと判明した。この選考に対して妹は、「なんでだめなんですか」と関係者に号泣して訴えたという。その後に妹の遥は姉と食事をする機会を得ると、次のように語った。「姉ちゃんは前を向き始めていて、私はそれがうれしかった。リオ五輪も応援に来ると言ってくれた。金メダルを取って喜びを分かち合いたい」。オリンピックに自身が出場できないことに関しては、「正直まだ（気持ちの整理に時間が）かかっている途中」ではあるが、8月のリオデジャネイロオリンピックで妹が優勝する瞬間を会場で見つめると、「2人でというのは叶えられなかったんですけど、妹が優勝してくれて自分のことのようにうれしいです」と語った。表彰式の後には観客席から1人だけ試合フロアに進める権利が与えられるが、妹は姉を指名するとその首に金メダルを掛けて喜びを分かち合った。
1年ぶりの国際大会復帰戦となった2017年2月のグランプリ・デュッセルドルフでは、決勝でウクライナのイリーナ・キンゼルスカにGSに入ってから技ありで敗れて2位にとどまった。４月からは筑波大学大学院の人間総合科学研究科で妹や52kg級の中村美里とともにスポーツ健康システムマネジメントを専攻することになった。体重別は左膝のケガで出場を見合わせた。全日本選手権では準決勝で緒方を大内刈の有効で破り5年連続して決勝まで進んで朝比奈と対戦するも、指導2を取られた後の終盤に払巻込で有効を取られて昨年に続いて2位に終わった。6月には地元の富山で開催された実業団体2部に出場すると、リオデジャネイロオリンピック以来10ヶ月ぶりの試合となった妹とともに活躍してチームの優勝に貢献した。10月に妹の遥が現役引退を表明した際には、「小さいころから理解し合える仲間であり、一番近くにいるライバルだった（妹の）遥が先に引退することに、まだ実感が湧かない。最後に一緒に柔道を始めた土地で団体戦を組めたことが、いい思い出になった」とコメントした。
2018年4月の全日本選手権では初戦を反則勝ちしたものの左膝を負傷して、その後の試合を棄権することになった。8月の実業個人選手権では準々決勝で山部に反則負けして5位だった。
2018年12月18日、所属先の綜合警備保障が愛の引退を発表した。本人は次のようにコメントした。「柔道を続ける中で、たくさんのハードルがあり、弱気になり、諦めそうになったことが何度もありました。自分一人では乗り切ることができなかったハードルもありましたが、多くの方に支えていただきながら、自分が納得するまで柔道を続けることができました」。2016年4月の全日本選手権決勝で負傷した影響もあって敗れたことにより、リオデジャネイロオリンピック代表を逃してから翌年の同大会に臨むまでの1年間が競技生活で最も印象に残ったという。「大きな目標を失い、もう一度、畳に上るまで何度も自分のなかで葛藤し、とても苦しく厳しいと感じていました。しかし、どれも自分を成長させてくれる貴重な経験だったと感じ。何より柔道を楽しむことができました」。また、今後は綜合警備保障で勤務しながら、何らかの形で柔道とも関わっていきたいと語った。
2019年4月からは所属先である綜合警備保障の柔道部コーチに就任した。

## 世界ランキング
- 世界ランキングの年度別変遷

|      | 2009年 | 2010年 | 2011年 | 2012年 | 2013年 | 2014年 | 2015年 | 2016年 | 2017年 | 2018年 |
| ---- | ------ | ------ | ------ | ------ | ------ | ------ | ------ | ------ | ------ | ------ |
| 順位 | 16     | 3      | 1      | 2      | 3      | 4      | 12     | 14     | 34     | 67     |

(出典、JudoInside.com)。

## 人物
妹の遥とはよくケンカをするという。2010年の世界選手権63kg級で2位になった田中美衣によれば、この姉妹がケンカをすると姉はケンカをしている素振りを周囲に感じさせないのに、妹の方は｢ケンカしてますオーラ｣を思い切り発散させるので、妹の様子を見ればケンカをしているかすぐに分かると語っている。2010年12月のグランドスラム・東京で姉妹優勝した際には1週間程度で仲直りしたが、2012年1月のワールドマスターズ前に他愛のないことでケンカした際には妹が謝ってもなかなか許そうとせず、1ヶ月以上口を聞かなかった。さらに、2012年5月に妹はロンドンオリンピック代表に選出されたが、姉の自分は落選したことで半年ほど口を聞かなかったこともあった。しかしながら、2015年2月にドーピング違反の疑いのある風邪薬を服用したことでグランプリ・デュッセルドルフに出場できず、全柔連から警告処分を受けて落ち込んでいた妹に対して（詳細は田知本遥を参照のこと）、色々とアドバイスを与えたりそばについてあげたりして復活の手助けをした。それが功を奏してか、4月の体重別ではアベック優勝を果たすことになった。続く全日本選手権では初優勝を成し遂げたが、この際には妹がサポート役に徹した。2016年1月の強化合宿の際には、「一緒に五輪に出たい。互いに言葉はなくても
感じ合っている」と姉妹でのオリンピック出場に思いを寄せた。
コマツに所属している48kg級の浅見八瑠奈は一番仲の良い選手で、同じ年ながら「お姉ちゃん」と呼ばれている。また、お互いの相談話をよく持ちかけたりしている。2016年4月の体重別では初戦で敗れてロンドンオリンピックに続いて代表の座を逃した浅見からは、「4年間やってきたことを出せないのは悔しいよ」との言葉を掛けられた。しかしながら、田知本自身も浅見に続いて代表の座を逃すことになってしまった。

## 柔道スタイル
左の釣り手と右の引き手で相手の両襟を掴んでからの払腰を得意にしている。国際大会ではほとんど3位以内に入るなど外国選手を比較的得意にしている。高校時代に指導した二瀬寛之も、田知本は外国選手を苦にしないだけのパワーがあると指摘している。一方で、外国選手よりも技術力を有する組み手が巧みな日本選手と対戦した場合は膠着状態になることが少なくない。特に対戦成績で負け越しているケンカ四つの山部相手にその傾向が見られるものの、時に左釣り手を上から持って山部の肘を畳みこみ、相手の右釣り手の動きをけん制するなどの効力が発揮される場合もある。加えて、どちらかというと攻めが遅くスロースターターだとも指摘されている。本人もその点は自覚しており、普段の練習から早めに技を繰り出せるように改善に努めている。

## 戦績
| 年月                    | 大会                                 | 成績                                         |
| ----------------------- | ------------------------------------ | -------------------------------------------- |
| 2003年8月               | 全中                                 | 個人戦 70kg超級 2位 団体戦 5位               |
| 2005年8月               | インターハイ                         | 団体戦 5位                                   |
| 2006年4月               | 全日本選手権                         | 5位                                          |
| 2006年7月               | 金鷲旗                               | 妹の遥と姉妹優勝                             |
| 2006年8月               | インターハイ                         | 個人戦 78kg超級 優勝 団体戦 妹の遥と姉妹優勝 |
| 2006年9月               | 全日本ジュニア                       | 3位                                          |
| 2006年10月              | 国体                                 | 少年女子の部 5位                             |
| 2007年2月               | ベルギー国際                         | 妹の遥と姉妹優勝                             |
| 2007年5月               | フランスジュニア国際                 | 優勝                                         |
| 2007年6月               | 優勝大会                             | 優勝                                         |
| 2007年9月               | 全日本ジュニア                       | 優勝                                         |
| 2007年10月 - 2010年10月 | 学生体重別                           | 4連覇（2009年は妹の遥と姉妹優勝)             |
| 2007年11月              | 講道館杯                             | 2位                                          |
| 2008年4月               | 全日本選手権                         | 3位                                          |
| 2008年4月               | ロシアジュニア国際                   | 優勝                                         |
| 2008年6月 - 2010年6月   | 優勝大会                             | 2位                                          |
| 2008年7月               | アジアジュニア                       | 優勝                                         |
| 2008年9月               | 全日本ジュニア                       | 2位                                          |
| 2008年10月              | 世界ジュニア                         | 妹の遥と姉妹優勝                             |
| 2008年11月              | 講道館杯                             | 3位                                          |
| 2008年12月              | 世界選手権                           | 3位（無差別）                                |
| 2009年2月               | グランドスラム・パリ                 | 3位                                          |
| 2009年2月               | ワールドカップ・ウィーン             | 3位                                          |
| 2009年4月               | 選抜体重別                           | 3位                                          |
| 2009年11月              | 体重別団体                           | 5位                                          |
| 2009年11月              | 講道館杯                             | 3位                                          |
| 2009年12月              | グランドスラム・東京                 | 3位                                          |
| 2010年1月               | ワールドマスターズ                   | 3位                                          |
| 2010年2月               | ワールドカップ・ブダペスト           | 優勝                                         |
| 2010年2月               | グランプリ・デュッセルドルフ         | 優勝                                         |
| 2010年7月               | グランドスラム・モスクワ             | 2位                                          |
| 2010年9月               | 世界選手権                           | 3位 (無差別)                                 |
| 2010年11月              | アジア大会                           | 3位 (無差別)                                 |
| 2010年12月              | グランドスラム・東京                 | 妹の遥と姉妹優勝                             |
| 2011年1月               | ワールドマスターズ                   | 優勝                                         |
| 2011年2月               | グランドスラム・パリ                 | 優勝                                         |
| 2011年2月               | ワールドカップ・オーバーヴァルト     | 2位                                          |
| 2011年4月               | アジア選手権                         | 個人戦 優勝 団体戦 妹の遥と姉妹優勝          |
| 2011年月                | ワールドカップ・オーバーヴァルト     | 2位                                          |
| 2011年5月               | グランドスラム・モスクワ             | 3位                                          |
| 2011年7月               | グランドスラム・リオ                 | 優勝                                         |
| 2011年8月               | 世界選手権                           | 5位                                          |
| 2011年8月               | 世界団体                             | 2位                                          |
| 2011年10月              | 世界柔道選手権大会                   | 5位 (無差別)                                 |
| 2011年11月              | 講道館杯                             | 優勝                                         |
| 2011年12月              | グランドスラム・東京                 | 2位                                          |
| 2012年1月               | ワールドマスターズ                   | 5位                                          |
| 2012年2月               | グランドスラム・パリ                 | 妹の遥と姉妹優勝                             |
| 2012年4月               | 全日本選手権                         | 5位                                          |
| 2012年5月               | 選抜体重別                           | 3位                                          |
| 2012年10月              | 世界団体                             | 優勝                                         |
| 2012年12月              | グランドスラム・東京                 | 優勝                                         |
| 2013年2月               | グランドスラム・パリ                 | 優勝                                         |
| 2013年4月               | 全日本選手権                         | 2位                                          |
| 2013年5月               | 選抜体重別                           | 3位                                          |
| 2013年6月               | グランプリ・マイアミ                 | 3位                                          |
| 2013年8月               | 世界選手権                           | 3位                                          |
| 2013年8月               | 世界団体                             | 妹の遥と姉妹優勝                             |
| 2013年11月              | グランドスラム・東京                 | 優勝                                         |
| 2014年2月               | グランプリ・デュッセルドルフ         | 優勝                                         |
| 2014年4月               | 選抜体重別                           | 2位                                          |
| 2014年4月               | 全日本選手権                         | 2位                                          |
| 2014年6月               | グランプリ・ブダペスト               | 優勝                                         |
| 2014年8月               | 世界選手権                           | 3位                                          |
| 2014年8月               | 世界団体                             | 3位                                          |
| 2014年12月              | グランドスラム・東京                 | 3位                                          |
| 2015年2月               | ヨーロッパオープン・オーバーヴァルト | 優勝                                         |
| 2015年4月               | 選抜体重別                           | 妹の遥と姉妹優勝                             |
| 2015年4月               | 全日本選手権                         | 優勝                                         |
| 2015年5月               | ワールドマスターズ                   | 3位                                          |
| 2015年8月               | 世界選手権                           | 2位                                          |
| 2016年2月               | グランドスラム・パリ                 | 優勝                                         |
| 2016年4月               | 選抜体重別                           | 3位                                          |
| 2016年4月               | 全日本選手権                         | 2位                                          |
| 2017年2月               | グランプリ・デュッセルドルフ         | 2位                                          |
| 2017年4月               | 全日本選手権                         | 2位                                          |
| 2017年6月               | 実業団体                             | 2部 優勝                                     |
| 2018年8月               | 実業個人選手権                       | 5位                                          |

(出典、JudoInside.com)。

## 有力選手との対戦成績
(2018年12月現在)
| 国籍               | 選手名               | 内容                   |
| ------------------ | -------------------- | ---------------------- |
| 日本の旗           | 塚田真希             | 5敗                    |
| 日本の旗           | 杉本美香             | 2勝8敗                 |
| 日本の旗           | 山部佳苗             | 5勝8敗(うち2戦1本勝ち) |
| 中華人民共和国の旗 | 于頌                 | 4勝2敗(うち2戦1本勝ち) |
| キューバの旗       | イダリス・オルティス | 7勝2敗(うち3戦1本勝ち) |
| ブラジルの旗       | マリア・アルテマン   | 3勝1敗(うち1戦1本勝ち) |
| フランスの旗       | エミリ・アンデオル   | 3勝(うち2戦1本勝ち)    |
| スロベニアの旗     | ルツィヤ・ポラウデル | 4勝                    |
| 中華人民共和国の旗 | 佟文                 | 2敗                    |
| 中華人民共和国の旗 | 秦茜                 | 4勝1敗                 |

(参考資料：ベースボールマガジン社発行の近代柔道バックナンバー、JudoInside.com等)。

## IJFワールド柔道ツアーにおける獲得賞金一覧
| 世界選手権                           | 2008年12月21日 | 3位  | 5,000ドル  |
| グランドスラム・パリ2009             | 2009年2月8日   | 3位  | 1,500ドル  |
| グランドスラム・東京2009             | 2009年12月11日 | 3位  | 1,500ドル  |
| ワールドマスターズ2010               | 2010年1月17日  | 3位  | 2,000ドル  |
| グランプリ・デュッセルドルフ         | 2010年2月21日  | 優勝 | 3,000ドル  |
| グランドスラム・モスクワ2010         | 2010年7月4日   | 2位  | 3,000ドル  |
| グランドスラム・東京2010             | 2010年12月13日 | 優勝 | 5,000ドル  |
| ワールドマスターズ2011               | 2011年1月16日  | 優勝 | 6,000ドル  |
| グランドスラム・パリ2011             | 2010年2月6日   | 優勝 | 5,000ドル  |
| グランドスラム・モスクワ2011         | 2011年5月29日  | 3位  | 1,500ドル  |
| グランドスラム・リオデジャネイロ2011 | 2011年6月19日  | 優勝 | 5,000ドル  |
| グランドスラム・東京2011             | 2011年12月11日 | 2位  | 3,000ドル  |
| グランドスラム・パリ2012             | 2012年2月5日   | 優勝 | 5,000ドル  |
| グランドスラム・東京2012             | 2012年12月2日  | 優勝 | 5,000ドル  |
| グランドスラム・パリ2013             | 2013年2月10日  | 優勝 | 5,000ドル  |
| グランプリ・マイアミ                 | 2013年6月16日  | 優勝 | 3,000ドル  |
| 世界選手権                           | 2013年8月31日  | 3位  | 2,000ドル  |
| グランドスラム・東京2013             | 2013年12月1日  | 優勝 | 5,000ドル  |
| グランプリ・デュッセルドルフ         | 2014年2月23日  | 優勝 | 3,000ドル  |
| グランプリ・ブダペスト               | 2013年6月22日  | 優勝 | 4,000ドル  |
| 世界選手権                           | 2013年8月30日  | 3位  | 1,600ドル  |
| グランドスラム・東京2014             | 2014年12月7日  | 3位  | 1,200ドル  |
| ワールドマスターズ                   | 2015年5月24日  | 3位  | 1,600ドル  |
| 世界選手権                           | 2015年8月29日  | 2位  | 4,800ドル  |
| グランドスラム・パリ2016             | 2016年2月7日   | 優勝 | 4,000ドル  |
| 総計                                 |                |      |            |
| 25大会                               | ー             | ー   | 86,700ドル |

- 日本選手の場合は、獲得賞金の半分は全柔連の取り分となっていたが、2013年3月からは競技者規定が改訂されて、賞金は全額選手が受け取れることになった[82]。なお、2010年のグランドスラム・パリの場合は、獲得賞金の20%がコーチの取り分となったので、3位の賞金は1,500ドルではなく1,200ドルとなった[83]。2011年の世界選手権ではメダリストに賞金ではなく贈り物が与えられた[84]。2014年のグランプリ・ブダペストでは最優秀女子選手に選ばれて、通常のグランプリ優勝賞金である3000ドル以外にさらに1000ドルを支給された[30]。2014年7月からはIJF主催の各大会でコーチにも賞金が支給されるようになったために、選手の賞金が従来の2割減となった[85]。

## テレビ出演
- 学校へ行こう!（2006年） - 姉妹でV6と柔道対決[86]。